# Rikke Iversen (handball)
Pour les articles homonymes, voir Rikke Iversen.
Rikke Iversen, née le 18 mai 1993 à Frederiksberg, est une handballeuse internationale danoise évoluant au poste de pivot.

## Biographie
Sa sœur, Sarah Iversen, est également handballeuse internationale au poste de pivot

## Palmarès

### En sélection
championnats du monde
- troisième du championnat du monde 2021[2]

championnats d'europe
- 4e place au championnat d'Europe 2020

autres
- troisième du championnat du monde junior 2014